# Bégbessou
Bégbessou est une localité du centre-ouest de la Côte d'Ivoire, et appartenant au département de Bouaflé, dans la Région de la Marahoué. La localité de Bégbessou est un chef-lieu de commune.